# 미국 비밀경호국

미국 비밀경호국의 상징표.

미국 비밀경호국(美國秘密警護局, United States Secret Service, USSS)은 미국 국토안보부 산하의 미국 대통령과 미국 부통령 등 요인과 그들의 가족 경호, 위조화폐 방지/수사, 신분위조 범죄, 금융과 관련된 사이버 범죄 수사, 특수방첩수사 등을 수행하는 미국 연방 정부의 법 집행기관이다.
1865년 링컨 대통령이 창설한 재무부 소속의 비밀임무국은 원래 당시 널리 퍼져 있던 위조지폐 단속을 하는 조직이었으나, 1901년 윌리엄 매킨리 대통령 암살 이후, 요인 경호를 담당하는 임무가 추가되었다. 2003년에는 재무부에서 국토안보부로 소속이 변경되었다.
기본적으로 한국의 대통령 경호처보다 더 광범위한 기능을 담당하거나 수행하는 기관이다.

## 같이 보기
- 경호원